# Monofenestrata
Clade
Les Monofenestrata forment un clade fossile de ptérosaures, parfois attribué au clade des Novialoidea, connu précédemment sous le nom de Lonchognatha,. Les Monofenestrata incluent la famille des Wukongopteridae (dont le genre Darwinopterus), et le groupe des Pterodactyloidea.

## Historique
Le clade des Monofenestrata est décrit en 2010 par les paléontologues Lü et al.,.

## Fossiles
Selon Paleobiology Database en 2025, ce clade des Monofenestra a vingt collections référencées de fossiles. Ces collections de fossiles sont de l'Angulata du Jurassique inférieur à l'Aptien inférieur du Crétacé inférieur, c'est-à-dire datent de 201,4-119,57 Ma avant notre ère .

## Étymologie
Son nom en latin signifie « fenêtre », du fait qu'à la différence des archosauriens ordinaires et des premiers ptérosaures (Rhamphorhynchoidea), ses représentants ne possédaient pas d'ouverture crânienne différenciée ou fenestra en face de la cavité oculaire, du fait que celle-ci était fusionnée avec l'ouverture nasale, apparemment pour alléger le poids du crâne. 

## Datation
Les fossiles les plus anciens de Monofenestrata ont été découverts dans la formation des calcaires de Taynton au Royaume-Uni, d'âge Bathonien appartenant à l'époque du Jurassique moyen, datant d'environ 167 millions d'années.

### Publication originale
- [2010] (en) Lü, J., Unwin, D. M., Jin, X., Liu, Y. et Ji, Q., « Evidence for modular evolution in a long-tailed pterosaur with a pterodactyloid skull », Proceedings of the Royal Society B, vol. 277, no 1680,‎ 2010, p. 383-389 (PMID 19828548, DOI 10.1098/rspb.2009.1603).